# Suchożebry
Suchożebry – wieś w Polsce położona w województwie mazowieckim, w powiecie siedleckim, w gminie Suchożebry. Ma status sołectwa. Położona przy drodze krajowej nr 63.
W latach 1975–1998 miejscowość administracyjnie należała do województwa siedleckiego.
Miejscowość jest siedzibą gminy Suchożebry, rzymskokatolickiego dekanatu Suchożebry oraz parafii św. Marii Magdaleny.
We wsi działa założona 1922 jednostka ochotniczej straży pożarnej. Jednostka od 1995 działa w strukturach krajowego systemu ratowniczo-gaśniczego. Straż posiada dwa samochody ratowniczo-gaśnicze: średni GBA 2,4/16 Volvo FL z 2008 oraz ciężki GCBA 6/32 Jelcz 315 z 1984.

## Zabytki
- Neoklasycystyczny kościół parafialny św. Marii Magdaleny z 1772

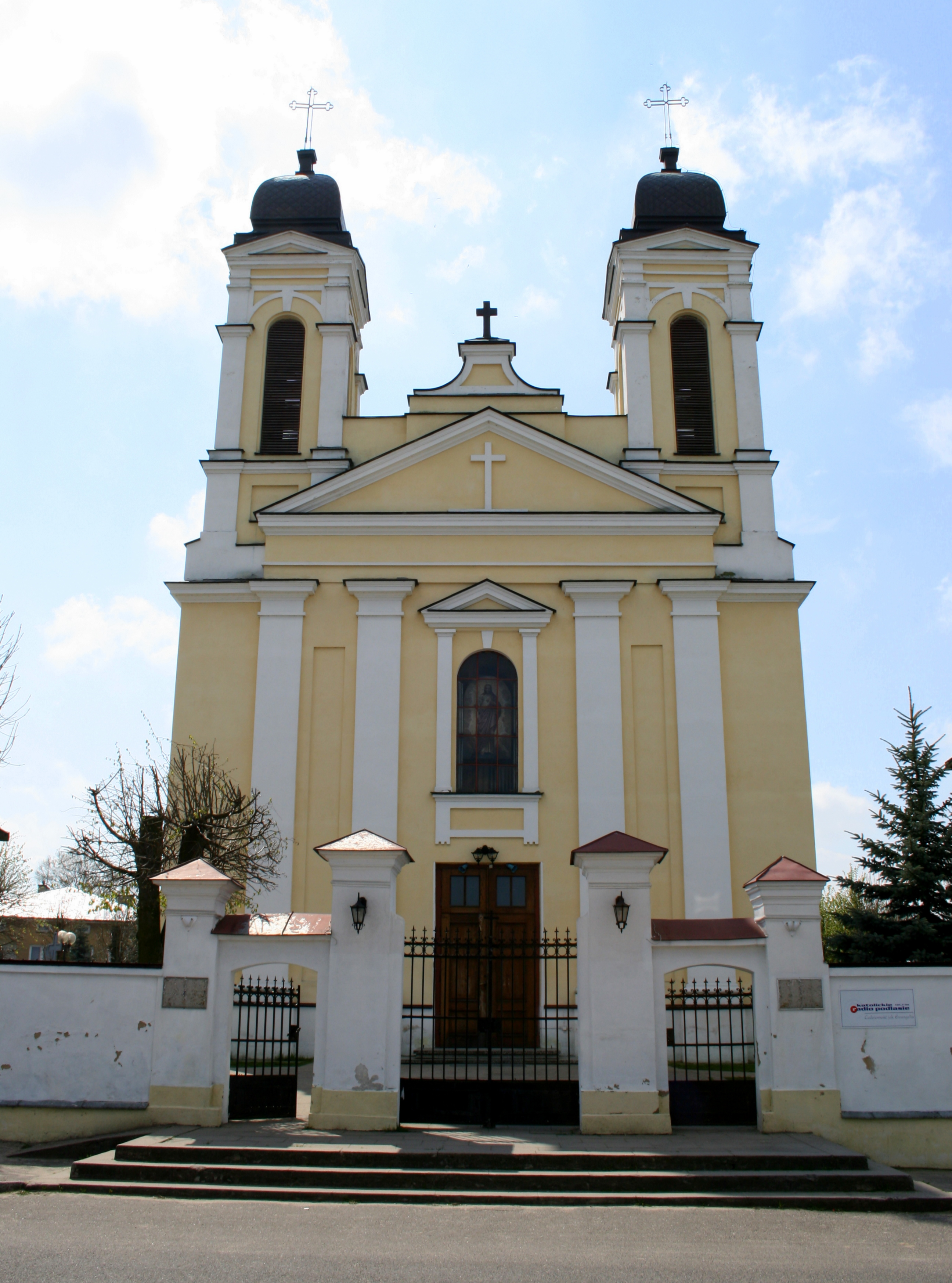
Kościół pw. św. Marii Magdaleny
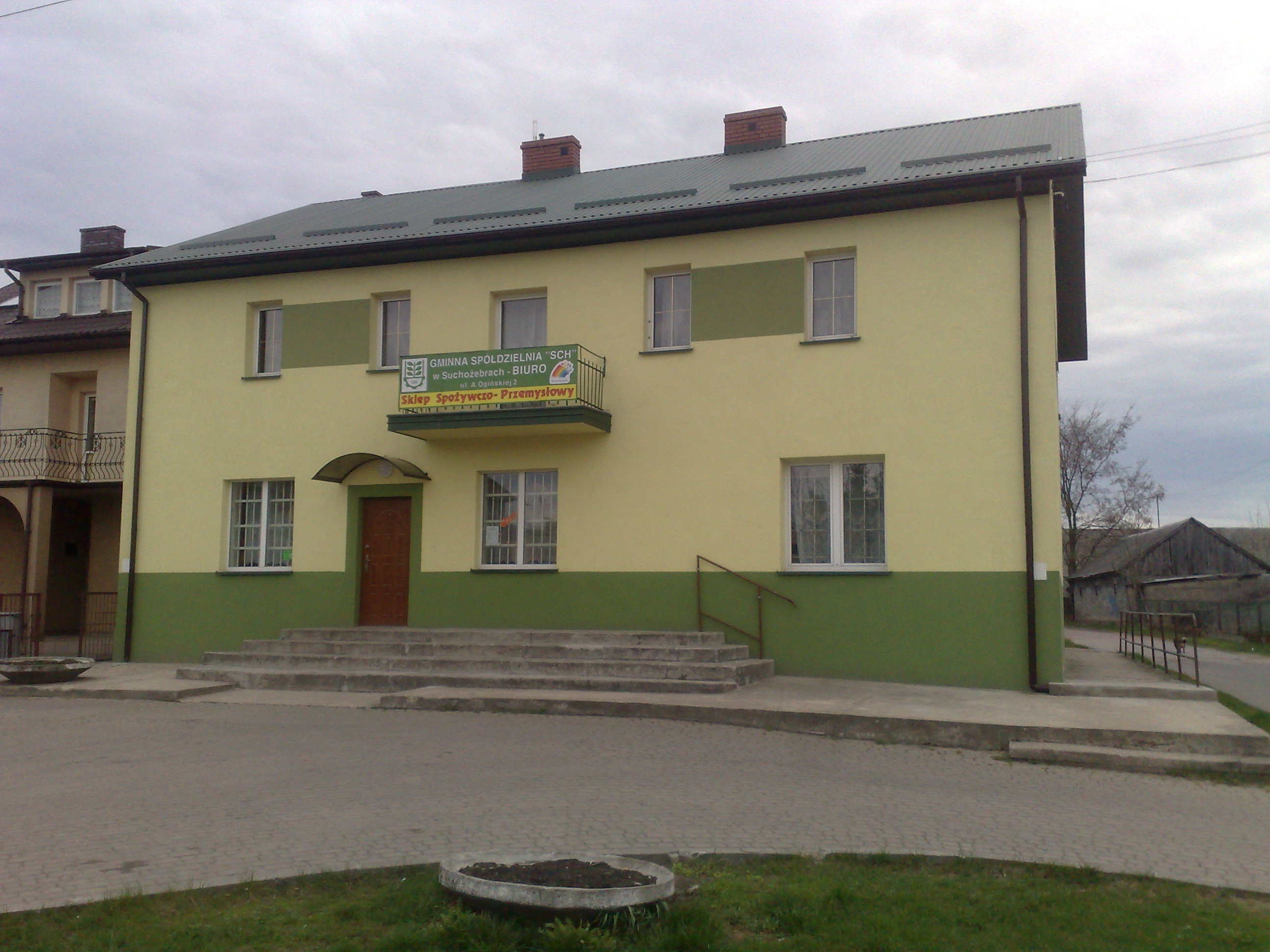
Gminna Spółdzielnia
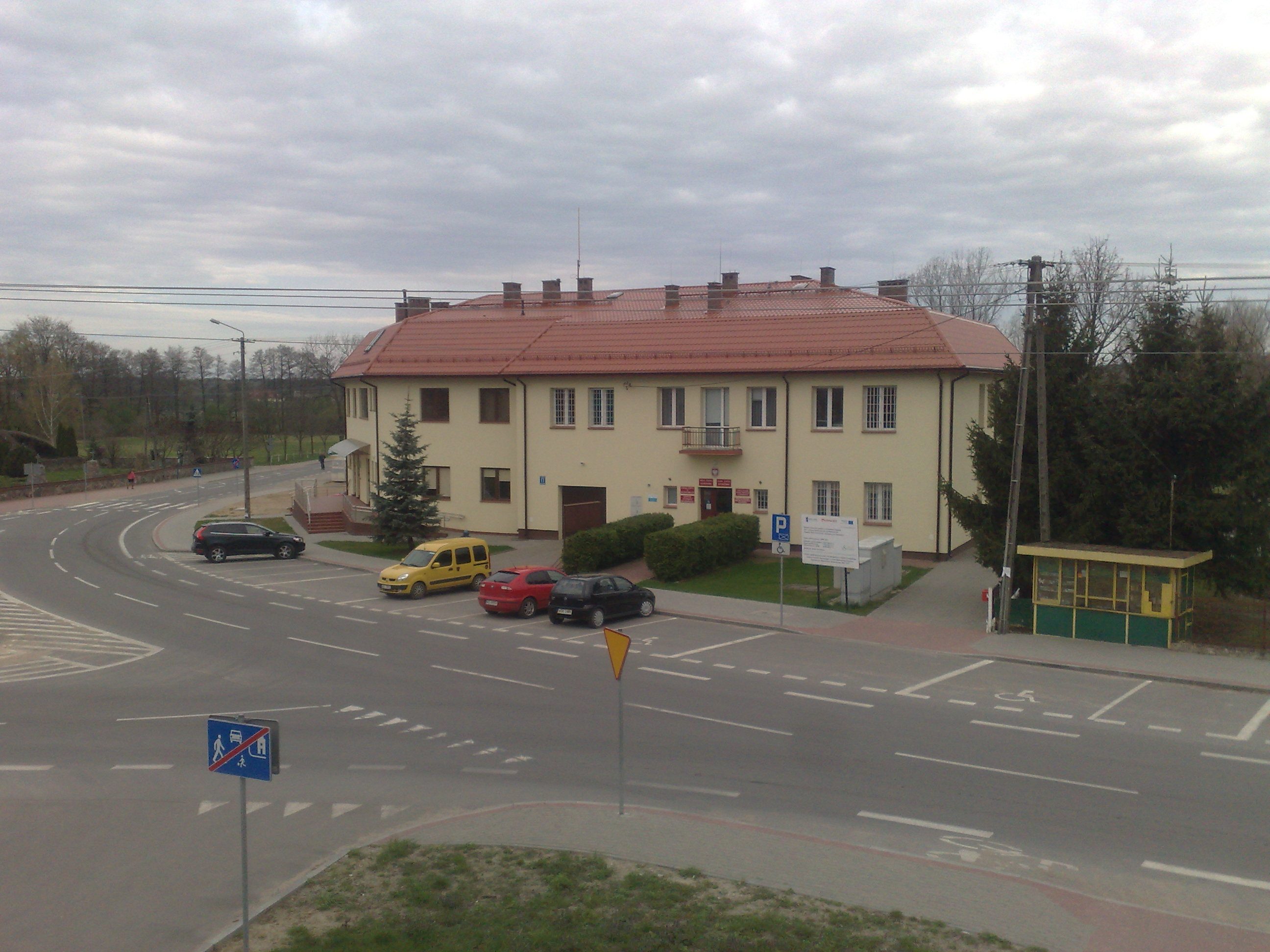
Urząd Gminy